# Institut correctionnel pour femmes de Louisiane
Louisiana Correctional Institute for Women
L'institut correctionnel pour femmes de Louisiane (en anglais : Louisiana Correctional Institute for Women ou LCIW) est une prison américaine pour femmes, située à Saint-Gabriel, en Louisiane et  administré par le Département de la sécurité publique et des services correctionnels de Louisiane.  Il s'agit du seul établissement correctionnel pour femmes du département de la sécurité publique et des services correctionnels de Louisiane. 
Le LCIW est situé à côté du Elayn Hunt Correctional Center, prison pour hommes. Le Louisiana Correctional Institute for Women possède le couloir de la mort pour les femmes de la Louisiane.
Le Louisiana Correctional Institute for Women a ouvert en 1961, les femmes détenues jusqu’alors au Louisiana State Penitentiary (Angola) y ont été transférées.
Depuis 2017, la prison a temporairement déménagé en raison des inondations survenues en août 2016, et ses détenues sont logées dans d'autres prisons. L'administration est temporairement installée dans l'ancien centre pour jeunes Jetson, près de Baker.

## Histoire
En 1961, le Louisiana Correctional Institute for Women (LCIW) a ouvert ses portes sur le terrain d'un ancien camp de prisonniers agricoles. Les détenues ont été transférées du Louisiana State Penitentiary (Angola) au LCIW. L'ouverture d'un dortoir de 200 lits, destiné à remédier à la surpopulation des détenues, était prévue dans l'hémisphère nord au printemps 1995. En 1995, l'État a reçu l'approbation fédérale pour son projet de double casier des détenues. De cette façon, l'État pouvait transférer à la prison pour femmes les prisonnières condamnées par l'État qui étaient détenues dans les prisons paroissiales. Le programme télévisé spécial 900 Women : Inside St. Gabriel's Prison porte sur les femmes détenues dans cet établissement.

## Conditions de vie

### Éducation
En 2011, un campus du Séminaire théologique baptiste de la Nouvelle-Orléans a été implanté sur le pénitencier .